# Albert-Schweitzer-Schule (Mörfelden)
Die Albert-Schweitzer-Schule, kurz ASS, ist eine von zwei Grundschulen im Stadtteil Mörfelden der Stadt Mörfelden-Walldorf. Sie ist nach dem Nobelpreisträger Albert Schweitzer benannt.

## Lage
Die Albert-Schweitzer-Schule liegt mittig im Stadtteil Mörfelden, südöstlich der Bahntrasse. Das Schulgelände wird von den Straßen Querstraße, Kleiststraße, Bert-Brecht-Straße und Schützenstraße eingegrenzt.

## Schulgeschichte
Erbaut wurde das Gebäude von 1904 bis 1905 als „Feldschule“ außerhalb des damaligen Ortskernes von Mörfelden. Zunächst war es eine achtklassige Volksschule. Von 1926 bis 1931 wurden Zentralheizung und Warmwasserbad gebaut. Überreste des Gemeindebades, das ab 1929 für Bevölkerung und Schüler eingeweiht wurde, stehen heute unter Denkmalschutz und befinden sich im Keller der Schule.
1939 wurde das Gebäude auf der Schulhofseite um vier Räume, zwei Räume je zwei Etagen, erweitert.
Erbaut als „Feldschule“, trug sie im Dritten Reich den Namen „Horst-Wessel-Schule“ und nach dem Krieg „Neue Schule“, bis sie am 14. November 1966 den Namen „Albert-Schweitzer-Schule“ erhielt. Im darauffolgenden Jahr wurde die Schule selbständige Grundschule.
Seit 2001 gibt es an der Schule eine Betreuungsgruppe unter städtischer Leitung.
Im Jahr 2002 wurde ein Erweiterungsbau mit vier neuen Räumen gebaut, davon einer für die Betreuung auf einer Seite des Schulhofs errichtet.
2009 nimmt eine zweite städtische Betreuungsgruppe im Neubau ihre Arbeit auf.

## Bedeutende Persönlichkeiten

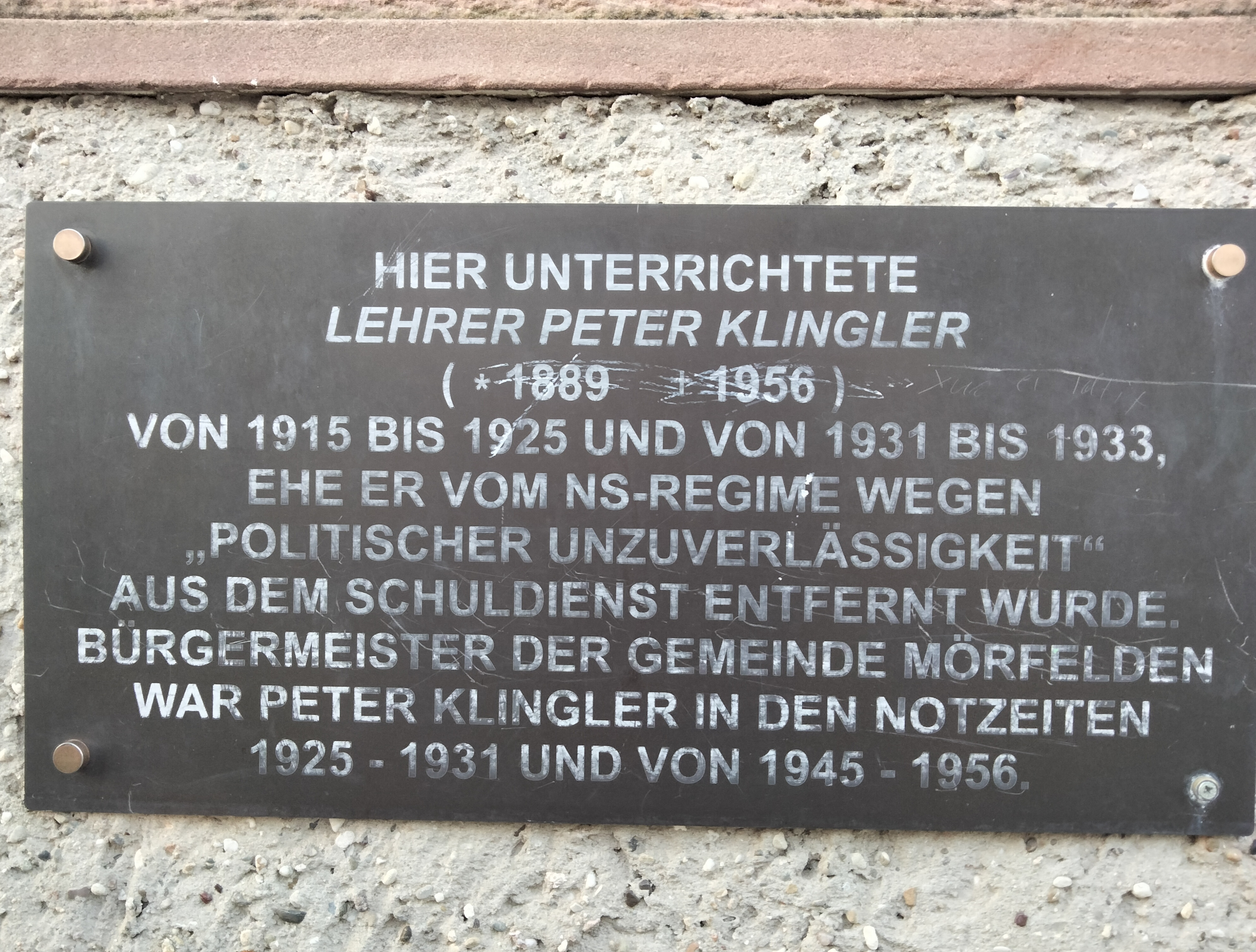
Gedenktafel für Peter Klingler an der Albert-Schweitzer-Schule, Mörfelden

Peter Klingler (1889–1956) war Lehrer an der Albert-Schweitzer-Schule von 1915 bis 1925 und Bürgermeister der Gemeinde Mörfelden von 1925 bis 1931, ab 1931 war er nochmals kurzzeitig Lehrer. In der Nachkriegszeit war er erneut Bürgermeister von Mörfelden. Er ist Namensgeber der zweiten Grundschule im Stadtteil.
Neben dem Eingangstor der Albert-Schweitzer-Schule ist seit 2. Oktober 2012 eine Gedenktafel für Peter Klingler angebracht. 